# Carapinha
Carapinha ist eine Gemeinde (Freguesia) im portugiesischen Kreis Tábua. In ihr leben 366 Einwohner (Stand 19. April 2021).